# Mount Sinewit
Der Mount Sinewit ist ein Berg auf der zu Papua-Neuguinea gehörenden Insel Neubritannien. Mit einer Höhe von 2030 bis 2040 m ist er die höchste Erhebung der Bainingberge, der dominanten Bergkette auf der Gazelle-Halbinsel, zugleich gehört der Mount Sinewit zu den höchsten Bergen Neubritanniens.
Der Berg liegt im Nordwesten der Halbinsel im Distrikt Pomio der Provinz East New Britain.

## Geologie
Wie die gesamte Bergkette ist auch der Mount Sinewit mit tropischem Bergregenwald bedeckt. Das Gebirge ist vulkanischen Ursprungs und besteht bis zu einer Höhe von 525 Metern aus gehobenem Korallenkalken sowie darüber aus älteren und jüngeren Eruptivgesteinen. Unter den älteren Eruptivgesteinen wurden Monzonit, Augitdiorit, Augitdioritporphyrit und Augitporphyrit bestimmt.